# داگمار شیپانسکی
داگمار الیزابت شیپانسکی (زادهٔ ۳ سپتامبر ۱۹۴۳ – درگذشته ۷ سپتامبر ۲۰۲۲) یک فیزیکدان، دانشگاهی و سیاستمدار آلمانی ساکن ایالت تورینگن بود. داگمار الیزابت که به دلیل نامزدی در سال ۱۹۹۹ به نام رئیس‌جمهور آلمان توسط حزب محافظه کار اتحادیه دموکرات مسیحی (سی دی وای) و حزب خواهر آن، اتحادیه سوسیال مسیحی باواریا (سی اس وای) شناخته می‌شود، به اندازه چهار دهه خود نقش‌های گوناگون سیاسی و آکادمیک را اجرا کرد. حرفه ای و جوایز فراوانی از جمله نشان شایستگی جمهوری فدرال آلمان در سال ۱۹۹۶ کسب کرد.

## اوایل زندگی
داگمار الیزابت در تاریخ ۳ سپتامبر ۱۹۴۳ در شهر زین تورینگن زاده شد که سپس قسمتی از جمهوری دموکراتیک آلمان شد. مادر وی معلم و پدر او کشیش بود. بعداز فارغ‌التحصیلی از دبیرستان در سال ۱۹۶۲، داگمار دانشجوی فیزیک کاربردی در دانشگاه فنی ماگدبورگ شد. در سال ۱۹۶۷، شیپانسکی کار خود را به نام مهندس شروع کرد و بعداز آن یک دوره به نام دستیار در دانشگاه فنی ایلمناو کار کرد. بعد از کسب مدرک دکترای خود در سال ۱۹۷۶، فعالیت علمی خود را به نام مدرس در ایلمناو و از سال ۱۹۹۰ به نام استاد شروع کرد. الیزابت به نام رئیس دانشکده مهندسی برق و فناوری اطلاعات در دانشگاه فنی ایلمناو از سال ۱۹۹۲ تا ۱۹۹۳، و به نام رئیس دانشگاه فنی ایلمناو از سال ۱۹۹۵ تا ۱۹۹۶ خدمت کرد.
از سال ۱۹۹۶ تا ۱۹۹۸، داگمار الیزابت به نام رئیس شورای علوم و علوم انسانی آلمان، یک نهاد مشورتی که رهنمودهایی را دربارهٔ پیشرفت علم و تحقیق به دولت فدرال و دولت‌های ایالتی آلمان عرضه می‌نماید، کار کرد. داگمار در سال ۱۹۹۸ به آکادمی ملی آلمان، لئوپولدینا منتخب شد و به نام عضو آکادمی اروپا کار کرده‌است.

## زندگی سیاسی

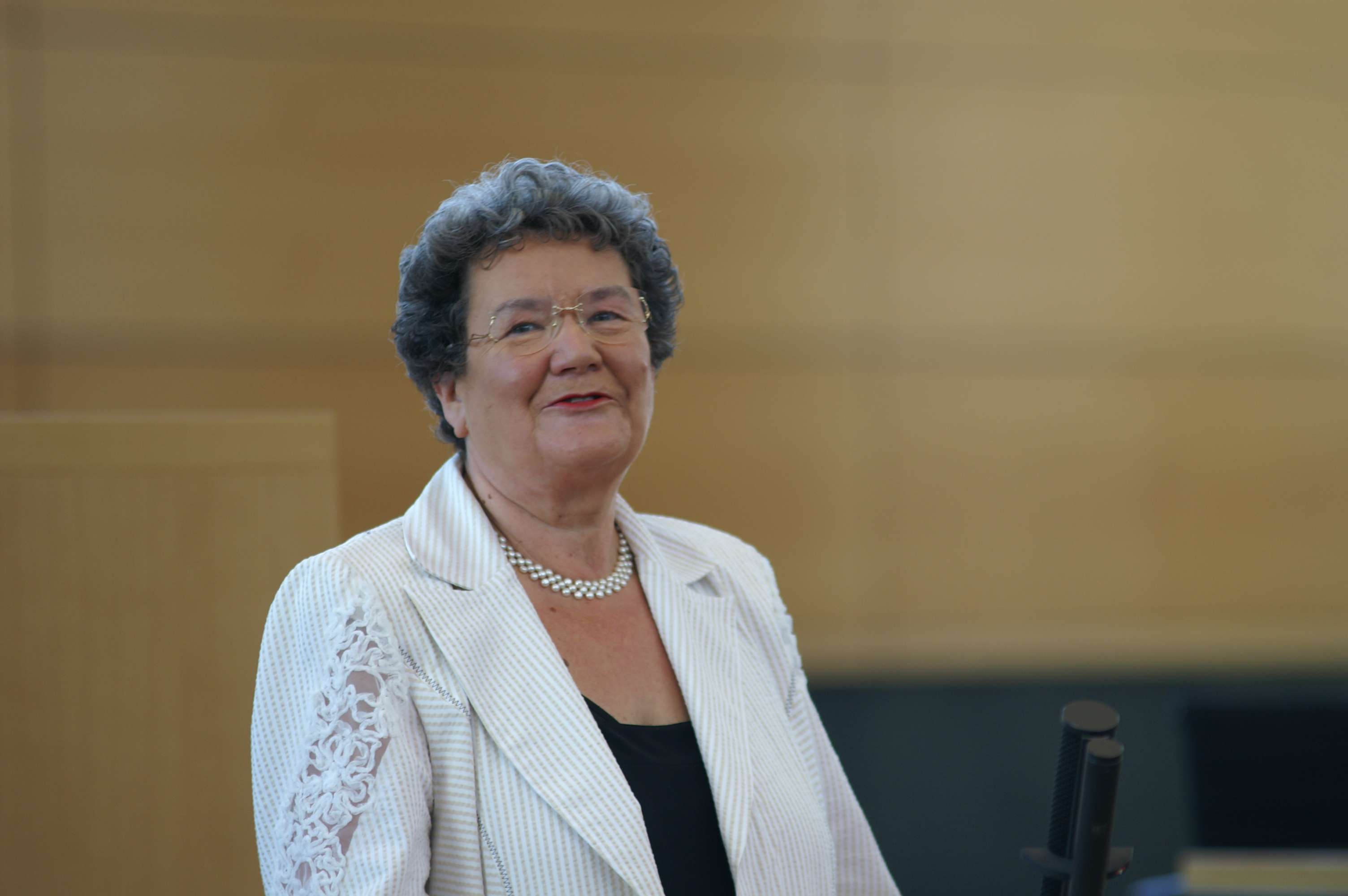
داگمار شیپانسکی، در پارلمان ایالت تورینگن.

داگمار الیزابت با اینکه عدم عضویت در هیچ‌یک از احزاب را نداشت، توسط سی دی وای و سی اس وای به نام نامزد آنان در انتخابات ریاست جمهوری سال ۱۹۹۹ معرفی گردید. داگمار در انتخابات به یوهانس رائو، وزیر پیشین ایالت نوردراین-وستفالن، جزو حزب سوسیال دموکرات، با کسب ۵۷۲ رای در مقابل ۶۹۰ رای در دومین رای، مغلوب شد.
بعد از شکست، داگمار همچنان در سیاست فعال بود و در روزهای پایان همان سال به نام وزیر علوم، تحقیقات و هنر در کابینه رئیس‌جمهور تورینگن، برنهارد فوگل ، منتخب شد. داگمار سپس در سال ۱۹۹۹ به سی دی وای اضافه شد و تا سال ۲۰۰۴ در سمت وزیری خود باقی ماند، هنگامی که او به عضویت لندتاگ تورینگن منصوب گردید و رئیس‌جمهور لندتاگ شد. داگمار موقعیت خود را در لندتاگ در نتیجه انتخابات ایالتی سال ۲۰۰۹ از دست داد که نتایج ضعیفی برای سی دی وای حاکم به همراه داشت.

## زندگی شخصی
داگمار الیزابت، پروتستان، متأهل و دارای ۳ فرزند بود. یکی از آنان، تانکرد شیپانسکی، درسال ۲۰۰۹ عضو بوندستاگ بوده‌است.
داگمار درتاریخ ۷ سپتامبر ۲۰۲۲ در سن ۷۹ سالگی بعد از یک بیماری کوتاه و دردناک درگذشت.

## عضویت‌ها
از سال ۱۹۹۸، داگمار عضو هیئت مدیره میتل دوچر روندفونک بوده‌است. او از سال ۲۰۰۱ تا ۲۰۰۷به نام عضو کمیسیون جهانی یونسکو در قسمت اخلاق در علم و فناوری کارکرد. از سال ۲۰۰۰ تا ۲۰۰۹، داگماربه نام رئیس سازمان کمک به سرطان آلمان خدمت نمود. وی از سال ۲۰۰۰ به نام عضو هیئت امنای بنیاد حفاظت از بناهای تاریخی آلمان، از سال ۲۰۰۳ به اسم رئیس هیئت مدیره بنیاد لنارت برنادوت، و از سال ۲۰۰۵ به نام رئیس هیئت امنای موسسه فراونهوفر برای فناوری رسانه‌های دیجیتال خدمت کرده‌است.
داگمار الیزابت سفیر ابتکار جدید اقتصاد بازار اجتماعی و به نام عضو هیئت رئیسه بنیاد اسکار پاتزلت کار کرده‌است. وی پیش از ترک نمودن پست خود به دلیل فشارهای فعال‌های ضد دخانیات، به شکل موقت به نام عضو هیئت امنای بنیاد کوربر خدمت کرد. از سال ۲۰۰۸، داگمار به اسم جزوی از گروه هیئت امنای بنیاد بین‌المللی مارتین لوتر کار کرده‌است.